# Доктор обох прав
Доктор обох прав (скорочено — J.U.D.; лат. Iuris Utriusque Doctor) — науковий ступінь вищого ступеня доктора наук в галузі цивільного і церковного права.
Ступінь був широко поширений серед католицьких і німецьких вчених середньовіччя і раннього нового часу.
Нині ступінь доктора обох прав присуджують після шестирічного терміну навчання в Папському Латеранському університеті в Ватикані, Університеті Вюрцбурга і Фрібурзькому університеті.
Серед відомих докторів обох прав:
- П'єтро Гаспаррі — італійський куріальний кардинал і папський дипломат,
- Юзеф Глемп — польський кардинал,
- Лев XIII — Папа Римський,
- Альфонсо Марія де Ліґуорі — католицький єпископ, богослов, засновник ордену Редемптористів,
- Ян Остроруг — державний і громадський діяч Королівства Польського,
- Юго Паасіківі — фінський політичний діяч, 7-й президент Фінляндії,
- Каарло Юго Столберґ — фінський державний і політичний діяч, перший президент Фінляндії.